# Grigore Arghiropol
Grigore Arghiropol (n. 1825, București, Țara Românească – d. 2 septembrie 1892, București, România) a fost ministru de finanțe al României în anul 1867.